# Geneviève Lüscher
Geneviève Lüscher (* 1953 in Grenchen) ist eine Schweizer Prähistorikerin, Sachbuchautorin und Wissenschaftsjournalistin.

## Leben
Lüscher studierte an der Universität Basel Ur- und Frühgeschichte. 1991 promovierte sie mit einer Dissertation zum Thema Unterlunkhofen und die hallstattzeitliche Grabkeramik in der Schweiz.
Sie arbeitete an verschiedenen wissenschaftlichen Projekten mit, unter anderem des Nationalfonds. Zudem beteiligte sie sich an Ausstellungen und Ausgrabungen in der Schweiz. Lüscher ist Autorin wissenschaftlicher oder populärwissenschaftlicher Werke und war Alleinredaktorin einer archäologischen Fachzeitschrift. 
Ab 2001 schrieb Lüscher als Wissenschaftsjournalistin für die NZZ-Forschung und Technik sowie die NZZ-am-Sonntag-Wissen. Ihr Zuständigkeitsbereich umfasste die archäologischen Fachgebiete. Von 2007 bis 2015 arbeitete sie an der Beilage «Bücher am Sonntag» der NZZ am Sonntag mit. 
Nach ihrer Pensionierung verfasste Lüscher einen historischen Roman (2014) und einen Dokuroman (2018).

## Veröffentlichungen
- mit Felix Müller: Zwei spätbronzezeitliche Gräber aus Muttenz, Baselland. In: Das Markgräflerland. Heft 1, 1982, ISSN 2567-3602, S. 42–49, (Digitalisat).
- Die Grabhügel in der Muttenzer und Pratteler Hard bei Basel. Eine Neubearbeitung. In: Basler Zeitschrift für Geschichte und Altertumskunde. Band 85, 1985, S. 5–84, (Digitalisat).
- Allschwil-Vogelgärten. Eine hallstattzeitliche Talsiedlung (= Archäologie und Museum. Heft 007). Amt für Museen und Archäologie des Kantons Baselland, Liestal/Schweiz 1986, ISBN 3-905069-02-4 (Digitalisat).
- Wanderungen in die Urgeschichte. 17 Ausflüge zu Stätten der Stein-, Bronze- und Eisenzeit in der Schweiz. Ott, Thun 1986, ISBN 3-7225-6400-X.
- Unterlunkhofen und die hallstattzeitliche Grabkeramik in der Schweiz (= Antiqua. 24). Verlag der Schweizerischen Gesellschaft für Ur- und Frühgeschichte, Basel 1993, ISBN 3-908006-16-3 (Zugleich: Basel, Universität, Dissertation, 1991).
- Die Hydria von Grächwil. Ein griechisches Prunkgefäß  aus Tarent (= Glanzlichter aus dem Bernischen Historischen Museum. 8). Bernisches Historisches Museum u. a., Bern u. a. 2002, ISBN 3-9522573-1-1.
- mit Felix Müller: Die Kelten in der Schweiz. Theiss, Stuttgart 2004, ISBN 3-8062-1759-9.
- Die blaue Katze. Ein Frauenleben in römischer Zeit. Stämpfli, Bern 2014, ISBN 978-3-7272-1374-8.
- Achmetaga. Ein Patrizierleben zwischen Griechenland und Bern. Stämpfli, Bern 2018, ISBN 978-3-7272-7907-2.
- Neue Heimat Griechenland. Königin Amalie und Pastorsgattin Christiane in Athen. Verlag der Griechenland Zeitung, Athen 2024, ISBN 978-3-99021-052-9.